# Anais Gopea
Anais Gopea (2 de octubre de 1992) es una deportista neocaledonia que compite en judo. Ganó una medalla de oro en el Campeonato de Oceanía de Judo de 2018 en la categoría de –78 kg.

## Palmarés internacional
| Campeonato de Oceanía | Campeonato de Oceanía | Campeonato de Oceanía | Campeonato de Oceanía |
| Año                   | Lugar                 | Medalla               | Categoría             |
| --------------------- | --------------------- | --------------------- | --------------------- |
| 2018                  | Numea (Francia)       | Medalla de oro        | –78 kg                |